# 台灣日治時期台灣人的政治運動
在台灣日治時期，自「西来庵事件」（1915年）之後，台灣人開始使用非暴力的請願、結社等方式試圖達到自己的政治目的。

## 「台灣同化會」至「新民會」時期

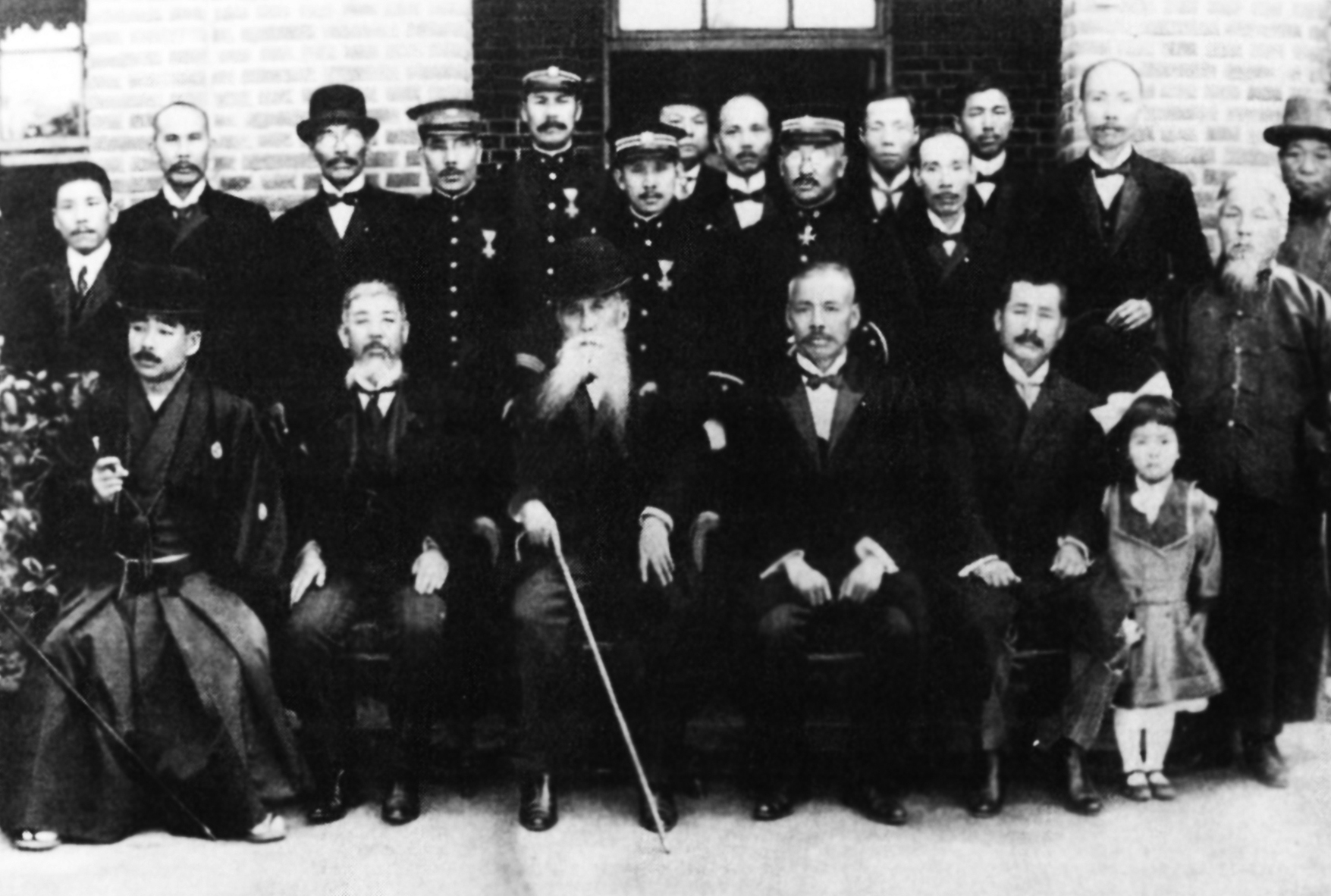
板垣退助、林獻堂（後列右2人目）於臺灣撮影（1914年）

由林獻堂成立於於1914年12月20日的「台灣同化會」是台灣最早的由台灣人進行的合法反日本統治活動。雖然在表面上，「台灣同化會」主張通過日台友好以實現台灣人的同化，但真正目地是實現台灣人獲得和日本人平等的待遇，因此遭到台灣總督府的強烈鎮壓，一個月之後就被解散。1918年，曾赴日留學的蔡培火創建「啓發會」，會長是林献堂，目的是廢除「六三法」。「廢除六三法運動」因此開始。不過「啓發會」也在成立翌年就因內鬥和經費問題解散。之後林呈禄和林献堂、蔡惠如等人在1920年（大正9年）1月11日成立「新民會」。「新民會」的會長是林献堂，副會長是蔡惠如、幹事是黄呈聰和蔡式穀。目標是台灣政治改革的開啟民智，還發行了機關刊物『台灣青年』。